# Помісний собор
Помі́сний собо́р (також приватний; грец. τοπικὴ σύνοδος) — собор єпископів та інших кліриків, мирян, помісної Церкви або певної її області для обговорення та вирішення питань і справ віровчення, релігійно-морального життя, устрою, управління і дисципліни.

## Історія
Практика скликання церковних соборів виникає вже в стародавній церкві і бере свій початок з Єрусалимського собору на який зібралися апостоли для вирішення питань додержання охрещеними з язичників вимог Мойсеєвого закону (Дії 15). Рішення ряду помісних соборів, поряд зі Вселенськими, стали нормами церковного права.
Древні собори іменують по містам, в яких вони відбувалися (Лаодикійський, Сардикийский і т. ін.). Також існує поділ за географічним положенням церков, представники яких у них брали участь у роботі собору (східної церкви, західної церкви), за назвами помісних церков, в яких збиралися собори (собори Константинопольської церкви, Антіохійської, Римської, Карфагенської і т. ін.), за назвами країн і територій, де вони проходили (іспанські, малоазійські), за народностям (собори української, сербської, румунської церков), за конфесіями (собори православної, римо-католицької, грузинської, вірменської, лютеранської церков).

### Українська православна церква Київського патріархату
В Українській православній церкві Київського патріархату вища влада в галузях віровчення, церковного управління і церковного суду — законодавча, виконавча і судова — належить Помісному Собору. Собор скликається Патріархом Київським і всієї Руси-України, а в разі його смерті — Місцеблюстителем разом зі Священним Синодом мірою необхідності, але не рідше як один раз на п'ять років. Помісний Собор складається з єпархіальних та вікарних архиєреїв, представників кліру, чернецтва, духовних навчальних закладів і мирян, а також Вищої Церковної Ради. Процедура виборів на Помісний Собор делегатів від кліру, чернецтва, духовних навчальних закладів і мирян та їх кількість встановлюється Святійшим Патріархом та Священним Синодом.
Помісний Собор: тлумачить вчення Православної Церкви на підставі Священного Писання і Священного Передання, на підставі постанов і правил семи Вселенських Соборів, зберігаючи єдність з Помісними Православними Церквами; вирішує канонічні, богослужбові, пастирські та інші питання, які стосуються внутрішньої чи зовнішньої діяльності, зберігаючи єдність, чистоту православної віри, християнської моралі та побожності; затверджує, змінює, анулює і роз'яснює свої постанови, які стосуються церковного життя, канонізує святих і встановлює відповідні богослужбові чинопослідування; приймає Статут про управління Української Православної Церкви Київського Патріархату та затверджує зміни і доповнення до нього, прийняті Архиєрейським Собором; обирає Патріарха Київського і всієї Руси-України за процедурою, встановленою Статутом. Помісний собор затверджує постанови Архиєрейських Соборів і оцінює діяльність Священного Синоду і Синодальних установ; Також помісний собор утворює або анулює органи церковного управління; встановлює процедуру всіх церковних судів; піклується про справедливі відносини між Церквою і державою, відповідно до Статуту і чинного законодавства України; приймає рішення з питань взаємовідносин з іншими Право¬славними Церквами; звертається до української пастви з Посланнями.
Головою Помісного Собору є Патріарх Київський і всієї Руси-України, за відсутності Патріарха — Місцеблюститель Патріаршого Престолу. Помісний Собор являє собою останню інстанцію, яка має право розглядати догматичні і канонічні відхилення в діяльності Патріарха і він також судить в останній інстанції всі справи, які попередньо розглянуті Архиєрейським Собором і передані ним для їх остаточного вирішення.
Кворум Помісного Собору складають 2/3 законно обраних делегатів Собору, включаючи 2/3 архиєреїв від загальної кількості ієрархів — членів Собору. Ухвали Помісного Собору стають правосильними, коли їх прийнято простою більшістю голосів присутніх членів Собору, включаючи 2/3 голосів архиєреїв при рішенні догматичних питань. При рівності голосів переважає думка, за яку голосує Святійший Патріарх. Постанови Собору набувають сили відразу після їх прийняття і підписання Святійшим Патріархом (або Місцеблюстителем), членами Президії і секретарем. Як правило, голосування на Соборі є відкритим (окрім випадків, передбачених Статутом). У разі потреби за рішенням Собору може відбуватися таємне голосування. За поданням Архиєрейського Собору Помісний Собор затверджує порядок денний, програму і регламент проведення своїх засідань. Собор обирає простою більшістю голосів присутніх членів Собору членів президії від духовенства і мирян, секретаріат і формує необхідні робочі органи та їх персональний склад.
До президії Собору входять за посадою Святійший Патріарх (Місцеблюститель) — Голова президії, постійні члени Священного Синоду, за обранням — один священик і один мирянин. Президія керує засіданнями Собору.
Секретаріат Собору складається з секретаря в архиєрейському сані та двох помічників: клірика і мирянина. Секретаріат несе відповідальність за підготовку матеріалів для роботи Собору і за ведення протоколів засідання. Ці протоколи підписуються Головою та членами президії.
Офіційною мовою Собору і ведення протоколів є українська.
Соборну Раду складає Президія, секретар і голови робочих органів. Вона є керівним органом Собору. До її компетенції належить: розгляд питань, які виникають з порядку денного, внесення пропозицій про спосіб їх вивчення Собором;координація всієї діяльності Собору; розгляд процедурних і протокольних питань; адміністративно-технічне забезпечення нормальної діяльності Собору.
Архиєрейську нараду складають всі архиєреї — члени Собору . Нарада скликається Головою Собору за його ініціативою, за рішенням Соборної Ради, або на пропозицію не менше 1/3 архиєреїв. До завдання Наради входить обговорення тих постанов Собору, які мають особливу важливість або викликають сумніви з точки зору відповідності їх Священному Писанню, Священному Переданню, догматам і канонам, а також мають значення для підтримання церковного миру і єдності. Якщо яка-небудь постанова Собору чи її частина відхиляється 2/3 присутніх архиєреїв, то вона виноситься на повторний соборний розгляд. Якщо ж і після цього 2/3 присутніх на Соборі архиєреїв її відхиляють, то вона втрачає силу соборної постанови.
Відкриттю Собору і його щоденним засіданням передують Божественна літургія, молебень та молитва.
Засідання Собору очолює Голова Собору або, за пропозицією Голови, — член президії Собору в архиєрейському сані. У засіданнях Собору, крім делегатів, можуть брати участь за¬прошені богослови, спеціалісти, спостерігачі та гості. Ступінь їхньої участі визначається регламентом, але в будь-якому випадку вони не мають права брати участь у голосуванні. Пропозиції щодо проведення закритих засідань виносяться на розгляд Собору Соборною Радою.

#### Список помісних соборів УПЦ КП
1. 25-26 червня 1992 р. Всеукраїнський Православний Собор (об'єднавчий) — на якому було проголошено створення УПЦ КП шляхом об'єднання УПЦ і УАПЦ[2].
2. 21-22 жовтня 1993 року Освячений Всеукраїнський Собор .
3. 20-21 жовтня 1995 року Всеукраїнський Помісний Собор (Обрання патріархом Філарета)[4].
4. 9 — 10 січня 2001 року Ювілейний Помісний Собор
5. 11 липня 2008 року Освячений Помісний Собор
6. 27 червня 2013 р. Помісний Собор
7. 15 грудня 2018 року Об'єднавчий собор українських православних церков

### Православна церква України

#### Список помісних соборів ПЦУ
1. 15 грудня 2018 року Об'єднавчий собор українських православних церков
2. 27 липня 2023 року Київський собор